# Kvistabergs observatorium
Kvistabergs observatorium är ett astronomiskt observatorium i Upplands-Bro kommun. Anläggningen var ett filialobservatorium till Uppsala astronomiska observatorium under åren 1948–2008, och är sedan hösten 2009 ett museum. Kvistabergs observatorium är det äldsta fungerande observatoriet i Stockholms län beläget på sin ursprungliga plats. Observatoriet har gett namn till asteroiden 3331 Kvistaberg, som upptäcktes 1979 av Claes-Ingvar Lagerkvist.

## Gården
Kvistaberg är beläget strax utanför Bro i Upplands-Bro kommun, cirka 45 km nordväst om Stockholm, med utsikt över Kvistabergsviken, som är en vik av Mälaren. Förutom de tre observatorierna finns på Kvistaberg två bostadshus och tre uthus. Huvudbyggnaden liknar en herrgård och uppfördes 1909 i trä som är reveterad med ljusgul puts. År 1931 genomgick huset en ombyggnad och var under många år institutionsbyggnad. En personalbostad med garage ligger alldeles intill vägen som leder ner till huvudbyggnaden. Vägen flankeras av ett före detta stall, en bod och en verkstad, som tidigare varit bostadshus. Mot Kvistabergsviken finns en anlagd park, numera delvis igenväxt. Egendomen om cirka 100 hektar gick 1906 i arv från brukspatronen Per Gustaf Tamm till sonen Nils Tamm. Nils Tamm var konstnär och amatörastronom, och var en av grundarna av Svenska astronomiska sällskapet. Gården ägs numera av Upplands-Bro kommun som lät renovera den åren 2015–2016. Gården är kommunens centrum för den lokala kulturen med konstnärsateljéer och utställningar. Området är tänkt att bli en besöksanläggning för kommuninvånare och turister.

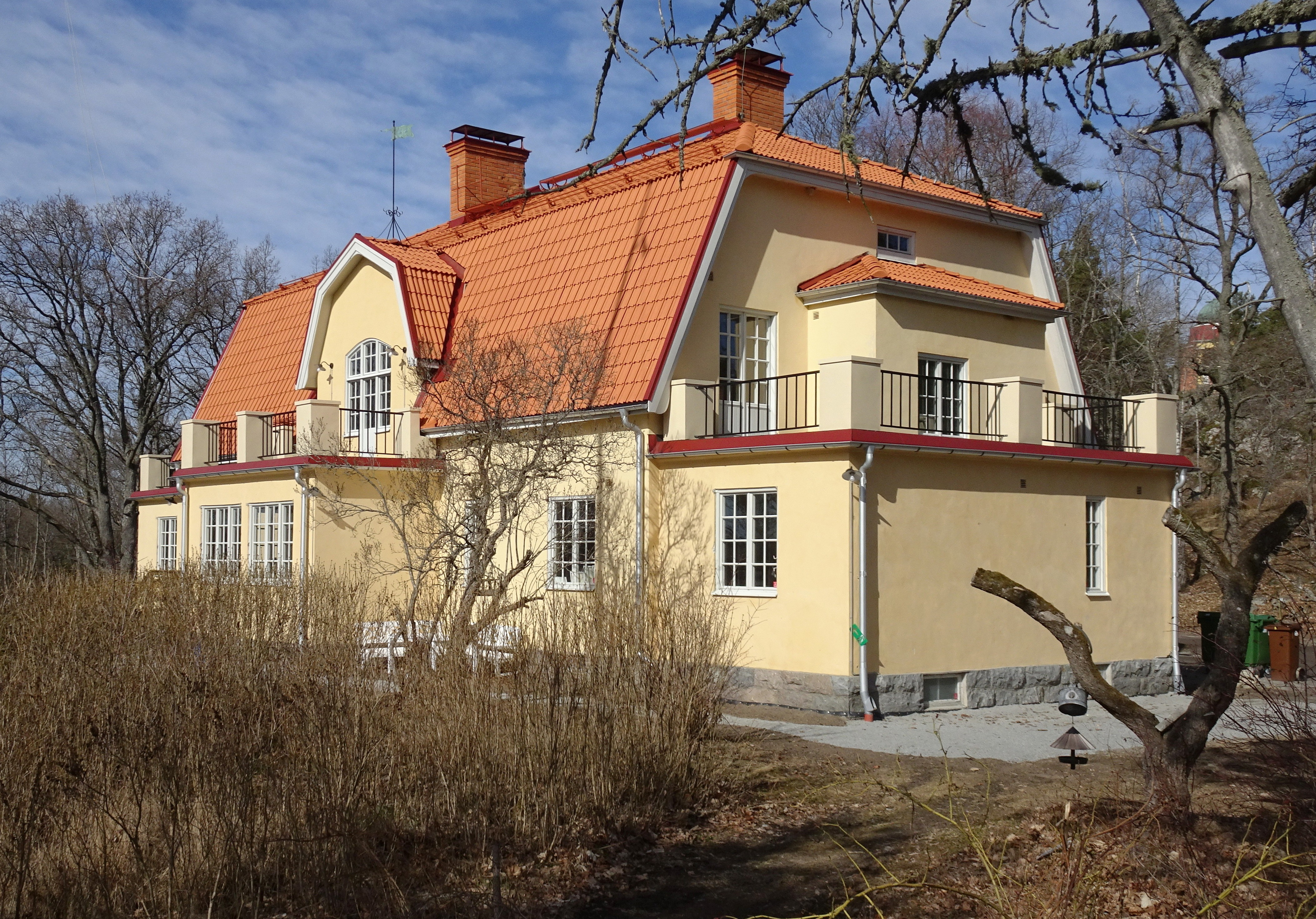
Huvudbyggnaden mot viken.
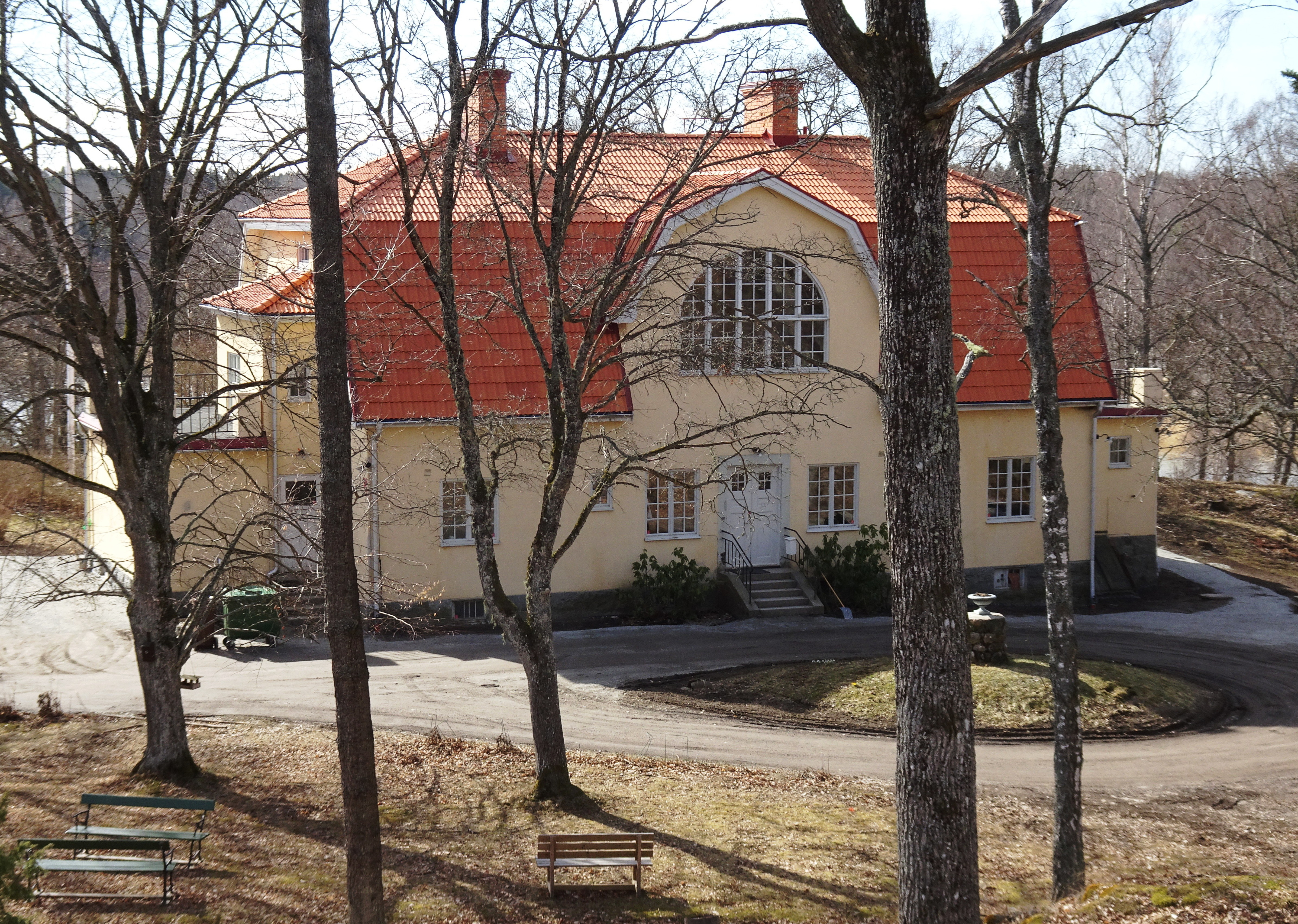
Huvudbyggnaden, entrésidan.
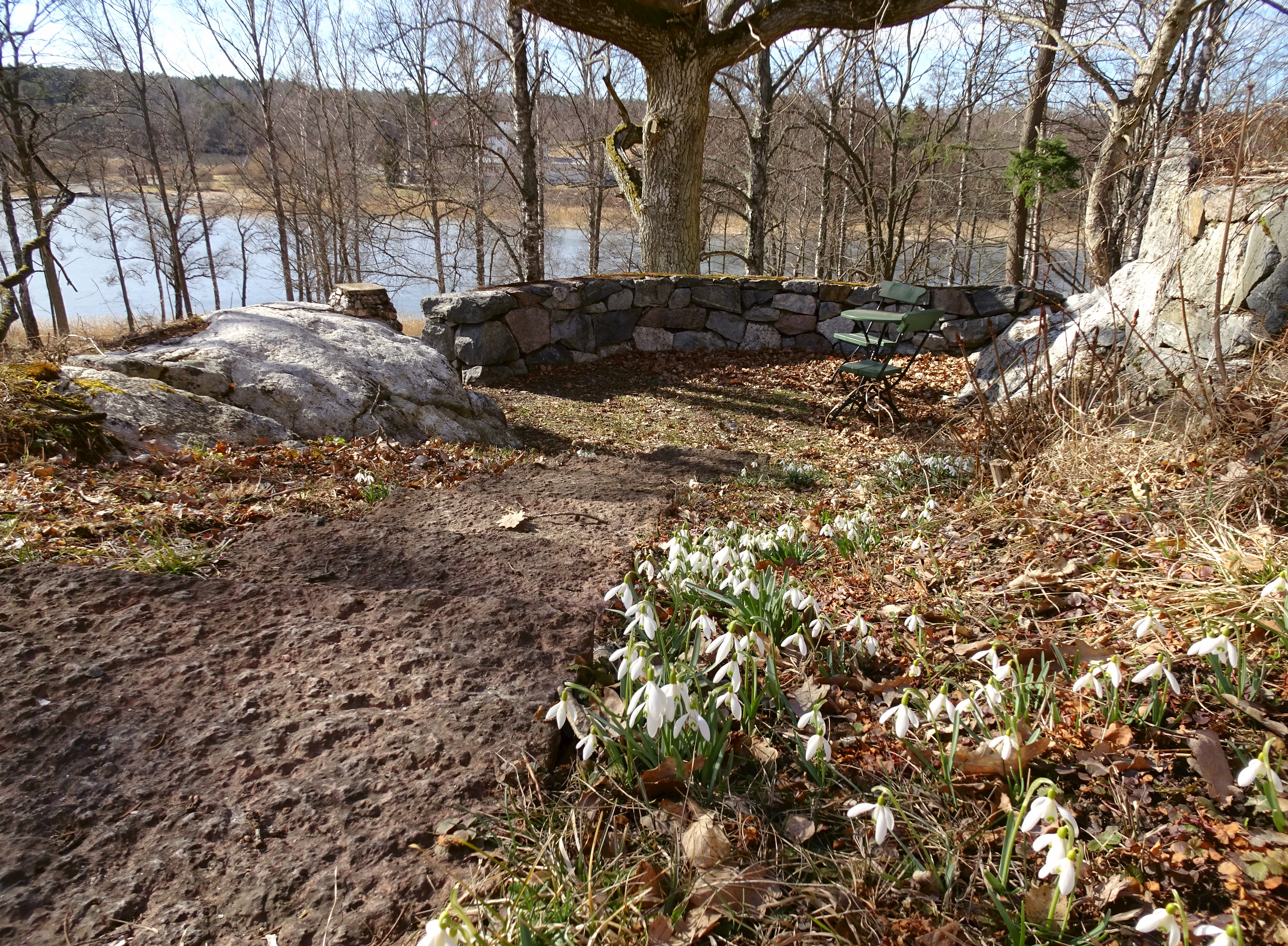
Parken med utsiktsplats.
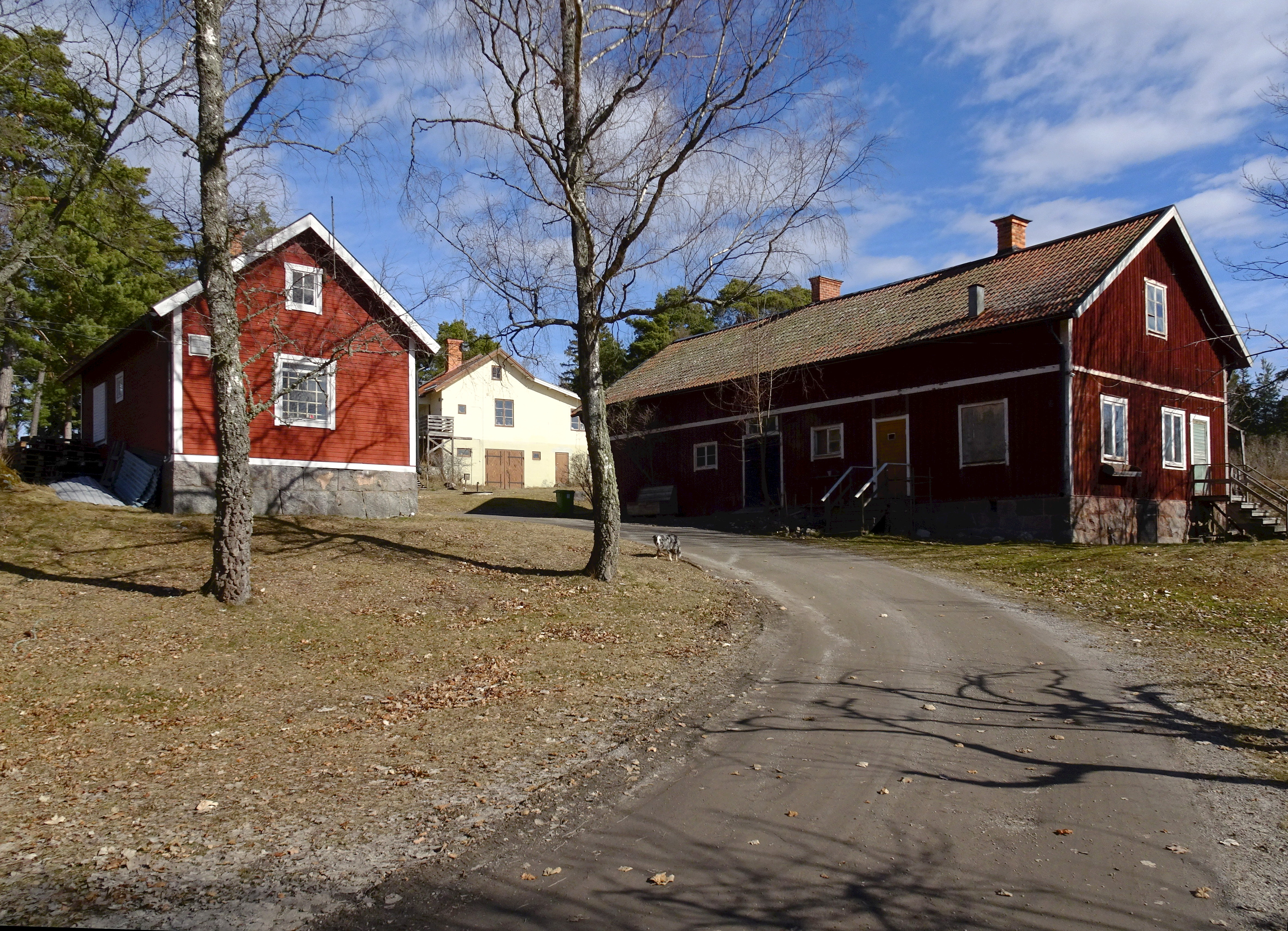
Ekonomibyggnader och bostadshus.

## Historia

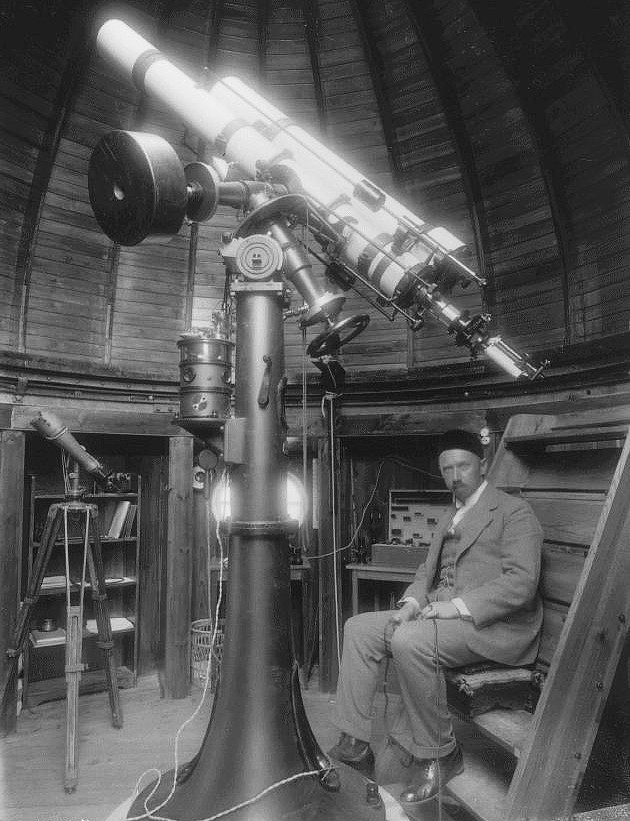
Nils Tamm i observatoriet 1919.

Det första observatoriet på Kvistaberg uppfördes 1918–1919 av Nils Tamm för privat bruk. Kvistaberg expanderade med instrument för professionella observationer efter en donation till Uppsala universitet 1944, och 1963 togs Nordens största Schmidtteleskop i bruk på Kvistaberg. Under de fyra följande decennierna gjorde Uppsala-astronomerna, och många gästastronomer, observationer på Kvistaberg. Omkring år 2004 ville Uppsala universitet lägga ner observatoriet, huvudbyggnaden avstyckades och såldes och ägs nu av Upplands-Bro kommun. Teleskopbyggnaderna och instrumenten samt marken omkring dem ägs dock fortfarande av Uppsala universitet.
På en bergshöjd ovanför huvudbyggnaden-bostaden lät Nils Tamm uppföra en observatoriebyggnad ritad av arkitekten och formgivaren Torsten Stubelius. Anläggningen huserade en 13 cm Zeiss-refraktor, en astrograf och ett antal associerade instrument. Detta gjorde Kvistaberg till ett förnämligt privatobservatorium, där Tamm bland annat utförde tecknade avbildningar av planetytor, särskilt av planeten Mars, fotografering av solaktivitet, observationer av variabla stjärnor, samt upptäckte flera novor. 
Efter omfattande korrespondens med Åke Wallenquist vid Uppsala astronomiska observatorium donerade Nils Tamm 1944 till Uppsala universitet sina egendomar Hammartorp och Kvistaberg, och medel för uppförande av professionella astronomiska instrument. I väntan på ett stort teleskop installerades under 1950-talet ett antal mindre instrument på Kvistaberg, främst ett 40 cm Cassegrain-teleskop för fotoelektrisk fotometri, och ett Schmidt-Väisälä-teleskop för astronomisk fotografering. Kvistabergs huvudinstrument, ett 100/135 cm Schmidtteleskop för vidvinkelfotografering, uppfördes under åren 1951–1963, och var vid invigningen 1964 världens näst största Schmidtteleskop. Under senare år användes teleskopet främst för att söka efter kometer och jordnära asteroider – NEO:s. 
Efter Nils Tamms död 1957 renoverades Kvistabergs huvudbyggnad. Undervåningen blev tjänstebostad för observatoriets föreståndare, och på övervåningen ordningställdes övernattningsrum för gästastronomer, bibliotek, mörkrum, m.m. Nils Tamms gravurna finns inmurad i instrumentpelaren till observatoriet från 1919. 
Kvistaberg gav Uppsalas astronomer tillgång till en betydligt mörkare observationsplats än Observatorieparken inne i Uppsala. Kvistabergs läge vid Mälaren, på låg höjd över havet och svensk väderlek, var dock i längden inte lämpligt för modern astronomisk forskning, och observationer utanför Sveriges gränser blev med tiden viktigare för Uppsala universitets astronomer.

## Museum
Den 18 september 2009 invigdes Kvistabergs astronomiska museum i närvaro av representanter för Uppsala Universitet, Upplands-Bro kommun, släkten Tamm, hembygdsföreningen i Bro och Upplands-Bro Kulturhistoriska Forskningsinstitut. Observatorierna ägs av Uppsala universitet medan gården tillhör Upplands-Bro kommun.

Observatorier
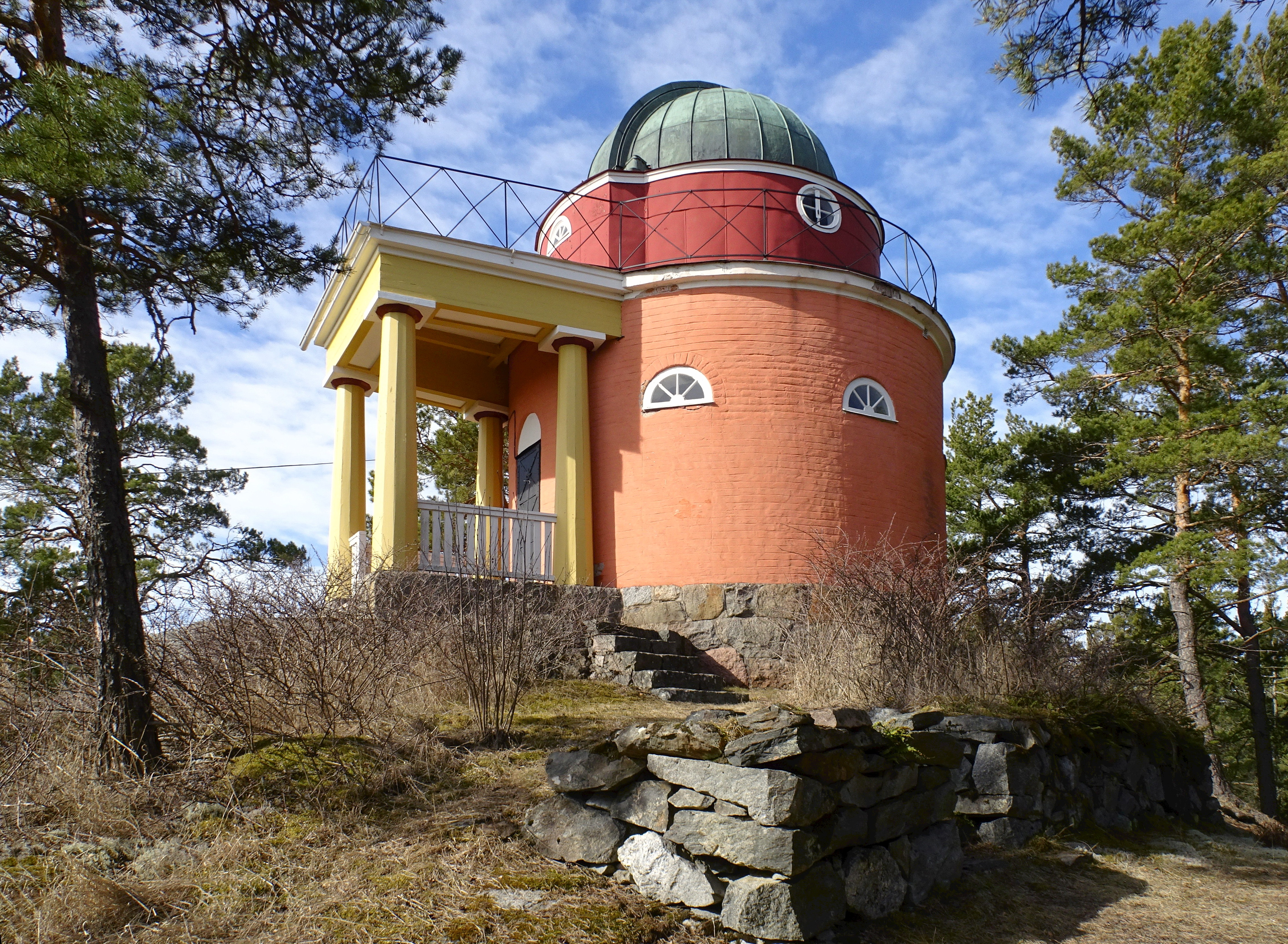
Kvistabergs äldsta observatorium från 1919.
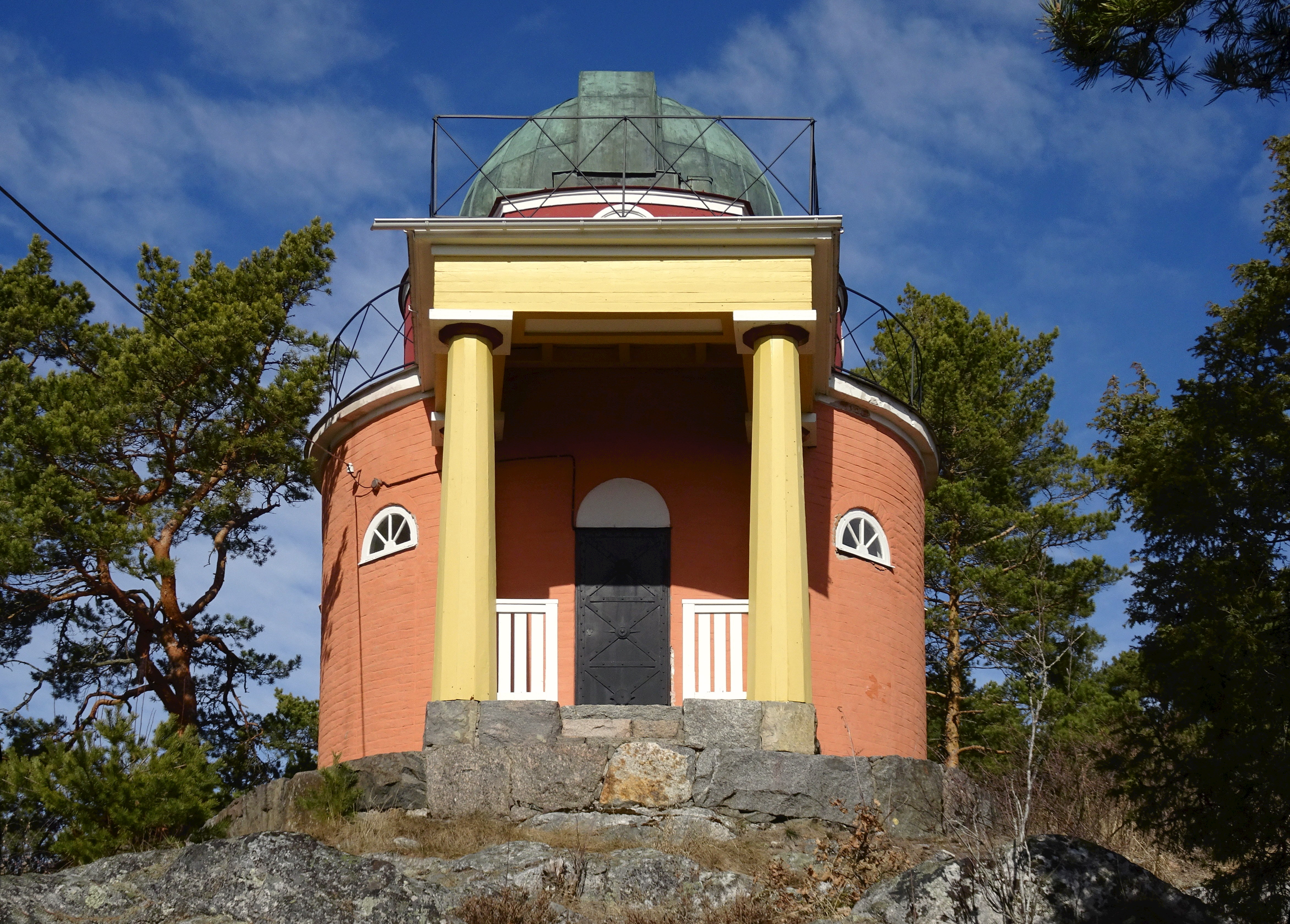
Kvistabergs äldsta observatorium från 1919.
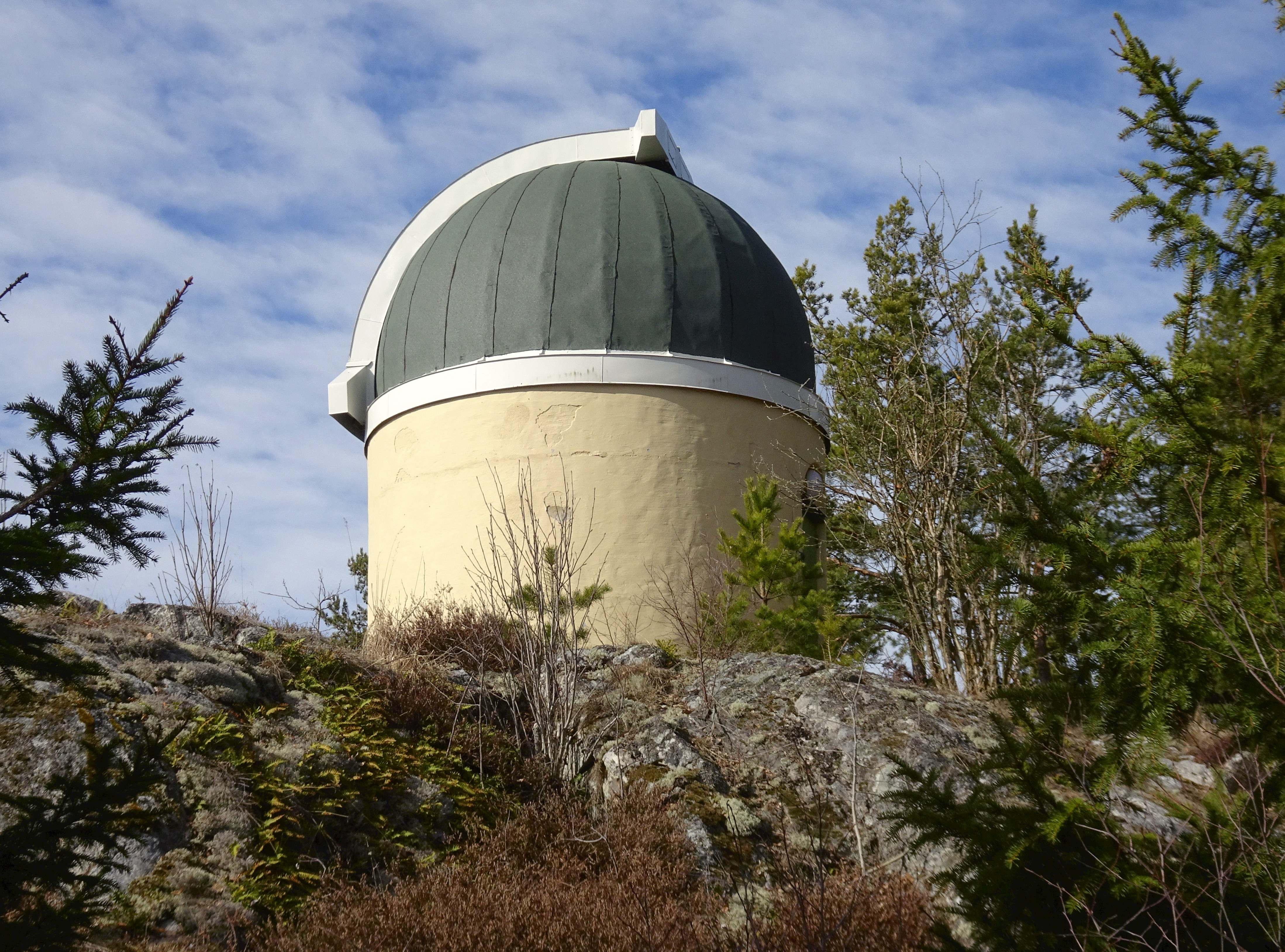
Kvistabergs lilla observatorium från 1944.
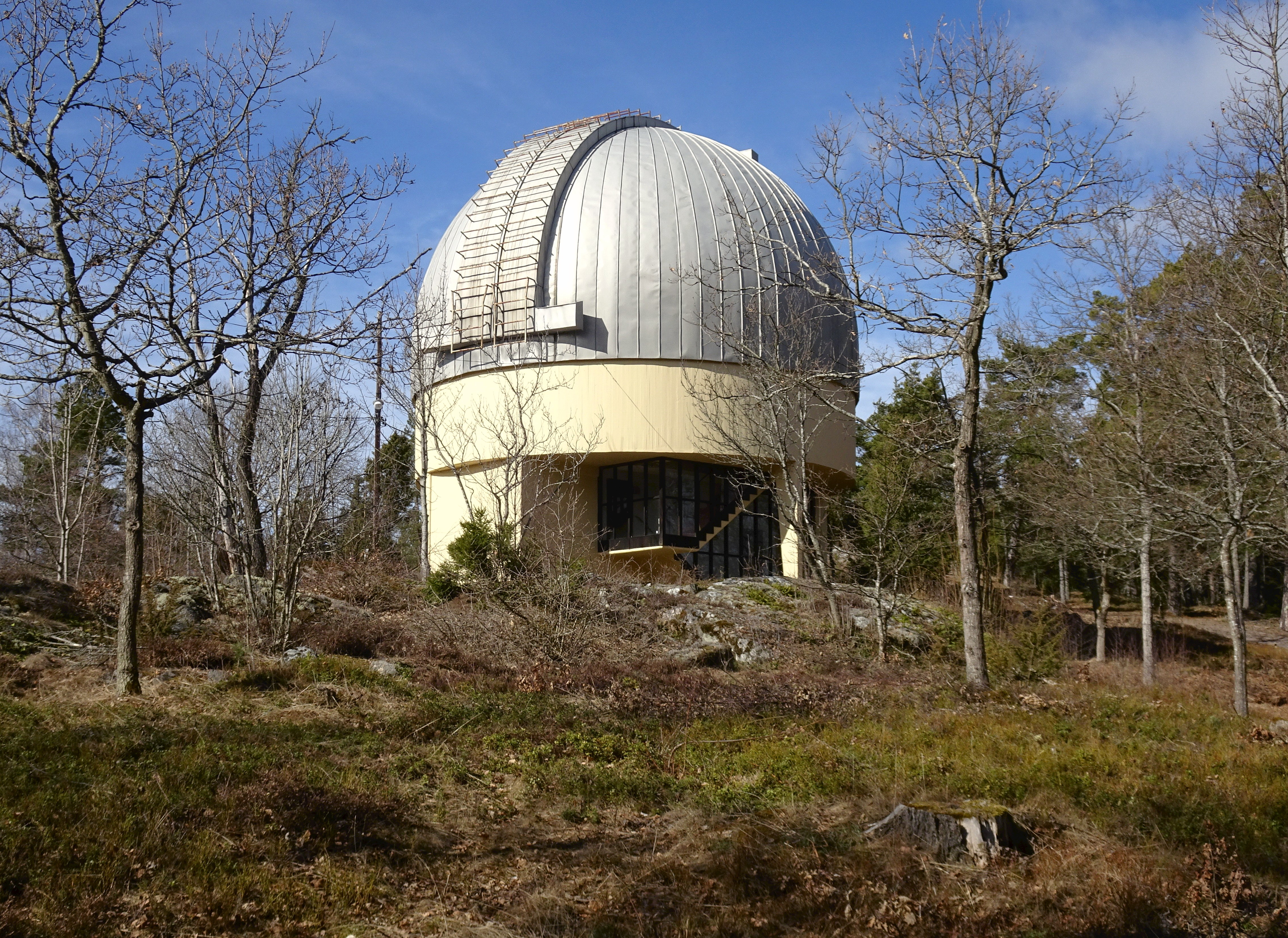
Kvistabergs stora observatorium från 1963.

## Föreståndare
- Nils Tamm (1919–1948)
- Åke Wallenquist (1948–1970)
- Tarmo Oja (1970–1999)
- Claes-Ingvar Lagerkvist (1999–2007)
- Bengt Edvardsson (2008–2009)